# Катажина Кобилярчик
Катажина Кобилярчик (пол. Katarzyna Kobylarczyk; нар. 1980 у Кракові) – польська репортерка, письменниця.

## Життєпис

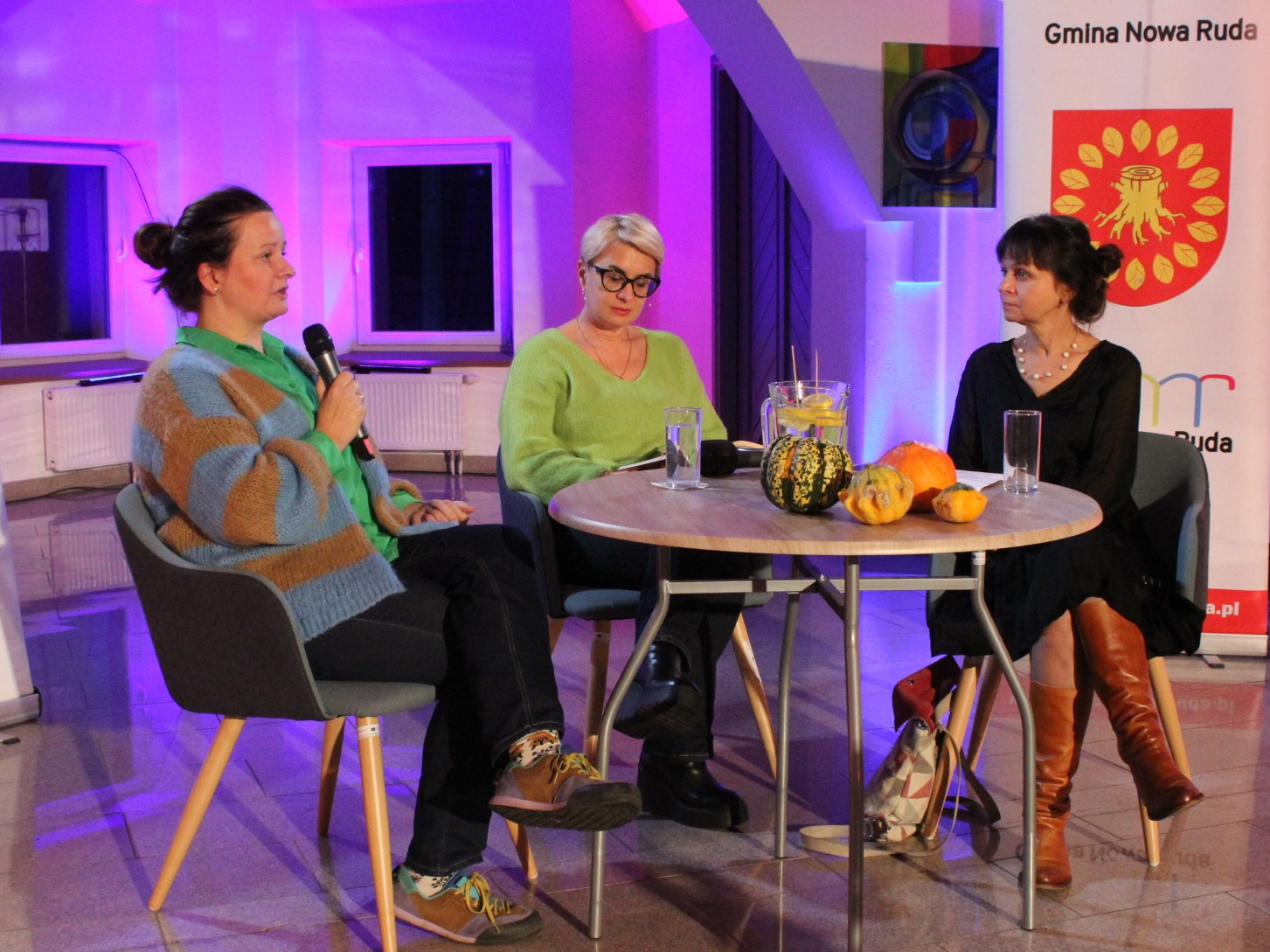
К. Кобилярчик, Малгожата Коланковська, Уршула Гленськ

У 2002–2008 роках працювала журналісткою у газеті «Dziennik Polski». Публікувала статті у виданнях Gazeta Wyborcza, Polityka, Tygodnik Powszechny, National Geographic Traveler, Lodołamacz, яку видають театр Łaźnia Nowa та видання Nowa Fantastyka. Дебютувала 2009 року з романом «Казки з Чудесного кварталу. Репортажі з Нової Гути» (пол. Baśnie z bloku cudów. Reportaże nowohuckie). У 2012–2016 роках співпрацювала з Малопольським інститутом культури та є авторкою книжок, виданих у рамках Малопольських днів культурної спадщини. Книжки, що тоді вийшли: «На той час» (пол. W tym sęk) (2012), «Вперед на стежку» (пол. Wejdź na szlak) (2012), «Великий вибух» (пол. Wielki wybuch) (2014), «Одного разу в казці» (пол. Był sobie czas) (2015), «Все тече» (пол. Wszystko płynie) (2016). 2013 року вона опублікувала книжку «Пил від цукеркових паличок. Іспанські свята» (пол. Pył z landrynek. Hiszpańskie fiesty). У травні 2020 року вийшла її книжка «Струп». Іспанія роз'ятрює рани» (пол. Strup. Hiszpania rozdrapuje rany), яка вийшла у видавництві Czarne, була нагороджена літературною премією імені Ришарда Капусцінського. 2023 року у видавництві Czarne вийшла книжка «Тільце. Іспанія краде своїх дітей» (пол. Ciałko. Hiszpania kradnie swoje dzieci).

## Нагороди
- 2004 – Премія «Зелена груша»
- 2006 – премія щотижневого журналу «Angora» для найкращих журналістів регіональної преси 2006 року за статтю «Шахада» про польсько-арабські відносини[10]
- 2006 – Премія «За різноманітність, проти дискримінації»[1]
- 2020 – Літературна премія імені Ришарда Капусцінського[9]Katarzyna Kobylarczyk Ciałko. Hiszpania kradnie swoje dzieci – Krakowska Książka Miesiąca (pl-PL) </ref>

## Вшанування
Вона є покровителькою лавки в парку біля ратуші в Кракові, у 18-му районі Нова Гута, як повідомляє меморіальна дошка. Відвідувачів лавок у громадських місцях обирають у рамках проєкту «Міські коди», який реалізує Краківське фестивальне бюро, оператор звання Краків «Місто літератури ЮНЕСКО», яке Краків здобув 2013 року.

## Переклади українською
2021 року у видавництві «Човен» вийшов український переклад книжки «Струп. Іспанія роз'ятрює рани». Перекладач — Юлія Семенюк.